# Дермоиден синус
Дермоидният синус (на английски: Dermoid sinus) е генетично, автозомно състояние на кожата при кучетата. Известно е също, (явно неправилно), като пилонидална киста, тъй като прилича на пилонидалната болест при хора. Въпреки това, за разлика от пиларната киста при хора, дермоидният синус при кучета е вроден дефект на невралната тръба (подобно на спина бифида при хората).
Това заболяване се среща рядко при кучета и котки. То може да се появи като една или няколко бучки на линията на гърба, от основата на черепа до опашката. Според дълбочината му се различават 4 типа Дермоиден синус. Появява се в ембрионалния стадий на развитие. При нормално развитие на невралната тръба, гръбначния стълб се развива отделно от кожата. В случая на дермоиден синус, това разделение не е напълно осъществено. Поради това в някои случаи, дермоидния синус остава свързан с гръбначния мозък на животното, а в други случаи, синусите се оформят в „сляпа торбичка“, която е по-малко опасно да се премахне. Хистологично дермоидалният синус обхваща космените фоликули, мастните жлези и потните жлези. Ако синус се инфектира, това може да доведе до менингит и миелит, симптомите на които са болки в гръбнака, скованост и повишена температура. По-тежките случаи могат да бъдат опасни за живота на заболелите животни. Дермоидният синус изглежда като миниатюрен отвор, където могат да бъдат забелязани няколко тъмни косъма. Най-често там се насъбират течности и мъртви косми, които предизвикват инфекция. След време се появява подутина, която се усеща при палпация (опипване с ръка). Диагностиката при всички случаи може да бъде потвърдена като се обръсне козината. Тогава отвора става видим.
Генът на дермоидния синус се смята от някои за рецесивен, което означава, че животното трябва да получи по един дефектен ген от всеки родител, за да се развие болестта. Когато едният родител носи гена, а другият не, потомството остава носител и може да продължава да го предава на следващите потомства. Други смятат, че дермоидният синус е свързан с множество гени. При всички случаи поради генетичния характер на тази потенциално опасна болест, ветеринарните лекари съветват да не се разплождат животни, за които е доказано, че са носители на гена.
Доказано е, че вероятността за проява на болестта намалява при вкарване на фолиева киселина в храната на кучките от една седмица преди чифтосването в продължение до първата трета от бременността. Това не е вреден продукт и е лесно достъпен в аптеките. Хирургичната намеса е популярно средство за защита, като се премахват необичайни тъкани и се затварят всички връзки на гръбначния стълб, макар че в някои случаи, се получава нарастване на синусите. Съществува разнообразие от тестове, като Myelogram или Fistulogram посредством които може да се определи дълбочината на синусите. Други, по-основни тестове, като например пълна кръвна картина, биохимичен профил, както и изследване на урината може да се извърши за да се определи дали съществува инфекция или други възможни проблеми. Сканиране посредством компютърна томография и магнитен резонанс може да определи дали съществуват неврологични симптоми за възпаление на синусите.
Породите които могат да бъдат засегнати са родезийския риджбек и тайландския риджбек, при които болестта е наследствена. Среща се понякога и при Кери син териерите, Ши-тцу (на английски: Shih Tzus) и боксерите.